# Theomolpus
Theomolpus is een geslacht van rechtvleugeligen uit de familie veldsprinkhanen (Acrididae). De wetenschappelijke naam van dit geslacht is voor het eerst geldig gepubliceerd in 1918 door Bolívar.

## Soorten
Het geslacht Theomolpus omvat de volgende soorten:
- Theomolpus badius Bolívar, 1918
- Theomolpus pulcher Sjöstedt, 1920